# 41
| 41                 |
| ------------------ |
| Dødsfald - Fødsler |
|                    |

| Gregoriansk kalender | 41 XLI                  |
| Ab urbe condita      | 794                     |
| Armensk kalender     | I/T                     |
| Kinesiske kalender   | 2737 – 2738 庚子 – 辛丑 |
| Etiopisk kalender    | 33 – 34                 |
| Jødisk kalender      | 3801 – 3802             |
| Hindukalendere       |                         |
| - Vikram Samvat      | 96 – 97                 |
| - Shaka Samvat       | N/A                     |
| - Kali Yuga          | 3142 – 3143             |
| Iransk kalender      | 581 BP – 580 BP         |
| Islamisk kalender    | 599 BH – 598 BH         |

Se også 41 (tal)

## Begivenheder
- 24. januar - Claudius (10 f.Kr. – 54) erklæres romersk kejser af Prætorianergarden efter at denne har dræbt den foregående kejser, Claudius' nevø Caligula.
- Som belønning for at have hjulpet Claudius til magten får Herodes Agrippa udvidet sit kongedømme til at omfatte hele Judæa.

## Dødsfald
- 24. januar/25. januar? – Caligula, romersk kejser